# Reichenbachfall-Bahn
De Reichenbachfall-Bahn is een Zwitserse kabelspoorweg.

## Ligging
Het dalstation van de Reichenbachfall-Bahn bevindt zich in Schattenhalb bij Meiringen in het Berner Oberland op 600 meter hoogte en loopt langs de Reichenbachfall omhoog naar 844 meter hoogte. Deze plaats is beroemd geworden door de romanfigur Sherlock Holmes gecreëerd door Sir Arthur Conan Doyle.

## Geschiedenis
Op 1 juli 1896 gaf de  Bondsraad de concessie voor een smalspoor kabelspoorweg naar  Reichenbachwaterval. Nog in hetzelfde jaar werd met de bouw begonnen door de onderneming Bucher & Durrer. Op 8 juni 1899 werd deze 23ste kabelspoorweg van zwitserland officieel geopend. Vanaf het begin is de aandrijving elektrisch. 
Al snel waren er financiële problemen en op 20 februari 1903 besloot het Federale Hof tot de verplichte liquidatie. In december 1904 vond de veiling van de baan plaats. Ook de nieuwe exploitant had geen geluk en in 1907 ging de baan opnieuw failliet. De baan overleefde deze terugslag, omdat een nieuwe bezitter zich meldde.
Vanaf 1912 heeft de Reichenbachfall-Bahn met de trambaan Meiringen-Reichenbach-Aareschlucht een directe aansluiting op het station van de Brünigbahn in Meiringen, die in 1956 werd opgeheven. Toen in 1914 de Eerste Wereldoorlog uitbrak, werd het bedrijf beëindigd, omdat er geen toeristen meer kwamen. Pas op 1 juli 1922 werd het bedrijf alleen zomers voortgezet onder een nieuwe bezitter, de Elektrowerke Reichenbach AG.
In de winter van 1930/31 werd de aandrijving volledig vernieuwd en in 1957/58 volgde de automatisering van de besturing, waardoor er alleen een machinist in de aandrijvingcentrale nodig was, wat een besparing opleverde. Tussen 1998 en 2004 werd de baan voor de komende 100 jaar in orde gemaakt. Tot 2010 werd de baan ook gebruikt voor het transport van materiaal naar Wasserkraftwerk Schattenhalb 2. De Reichenbachfall-Bahn ziet er weer als nieuw uit met de nagebouwde houten wagons met de originele wielstellen, de gesaneerde lijn inclusief de bruggen en de weer vernieuwde aandrijving. Sinds het seizoen 2013 wordt de baan geëxploiteerd en onderhouden door de Kraftwerken Oberhasli (KWO)

## Verdere technische gegevens
De spoorbreedte is 1 meter. De gemiddelde stijging is 36,9 % en de maximale stijging is 57,9 %. De capaciteit is 144 personen per uur en richting.

## Galerij

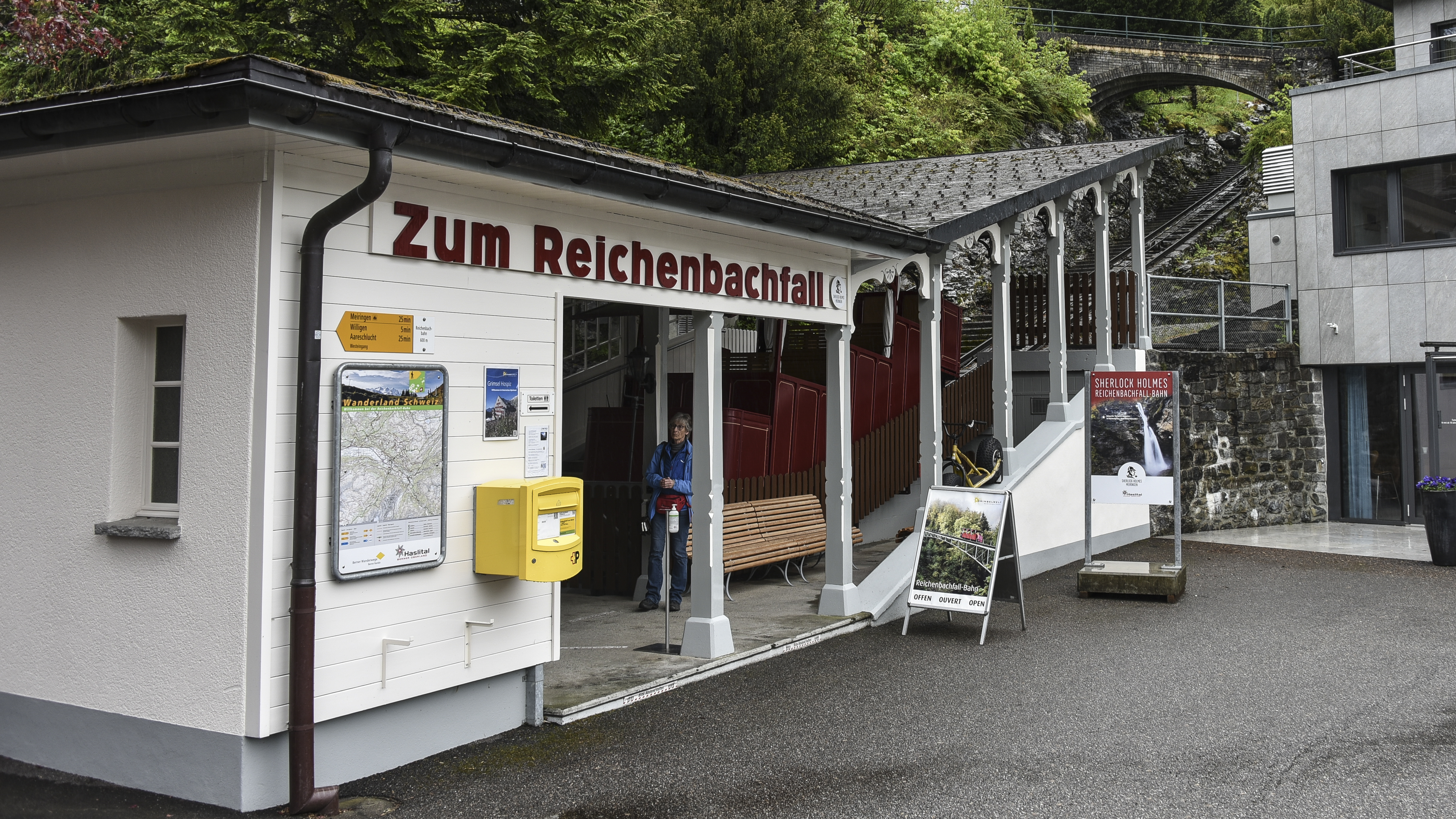
Dalstation
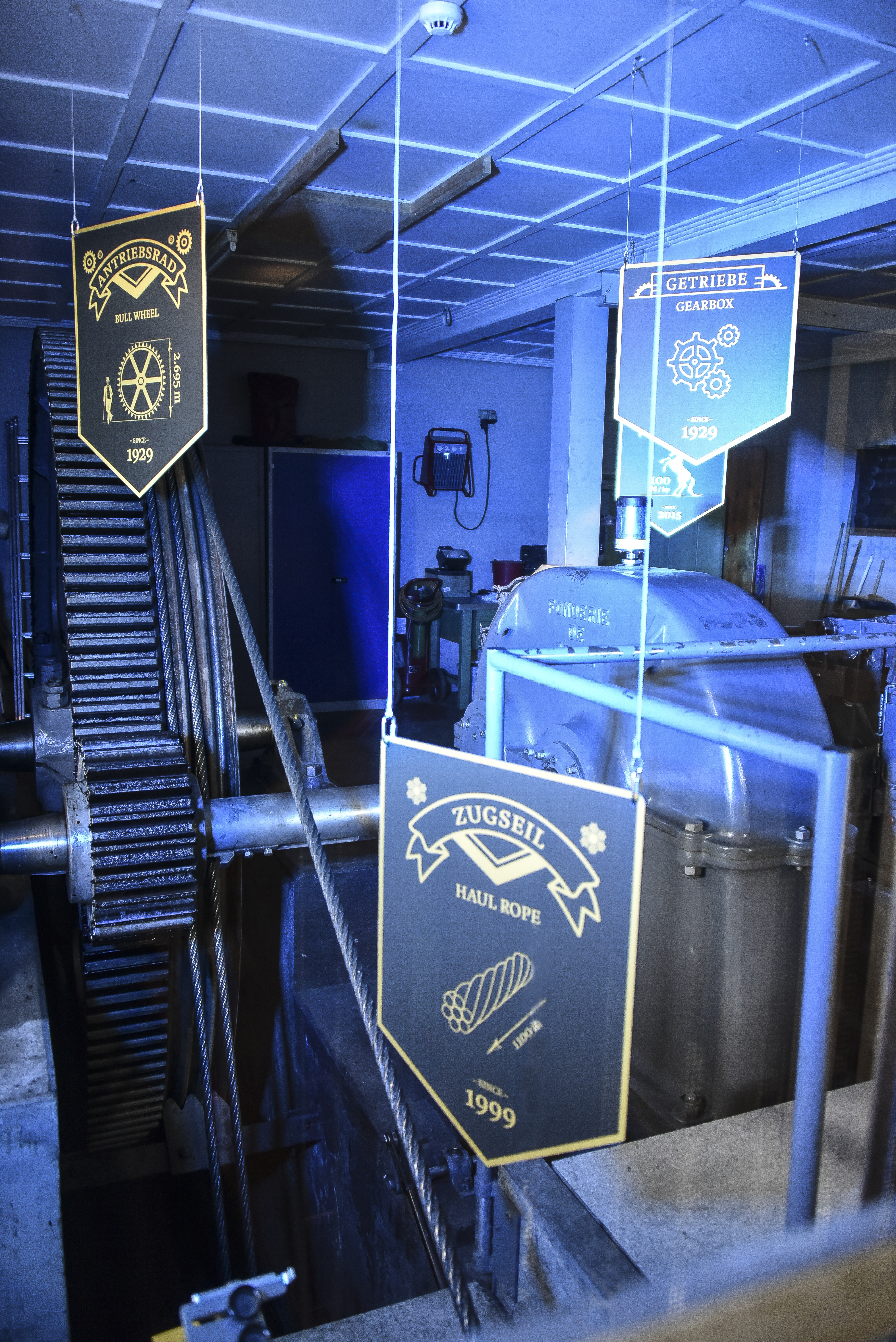
Machinekamer
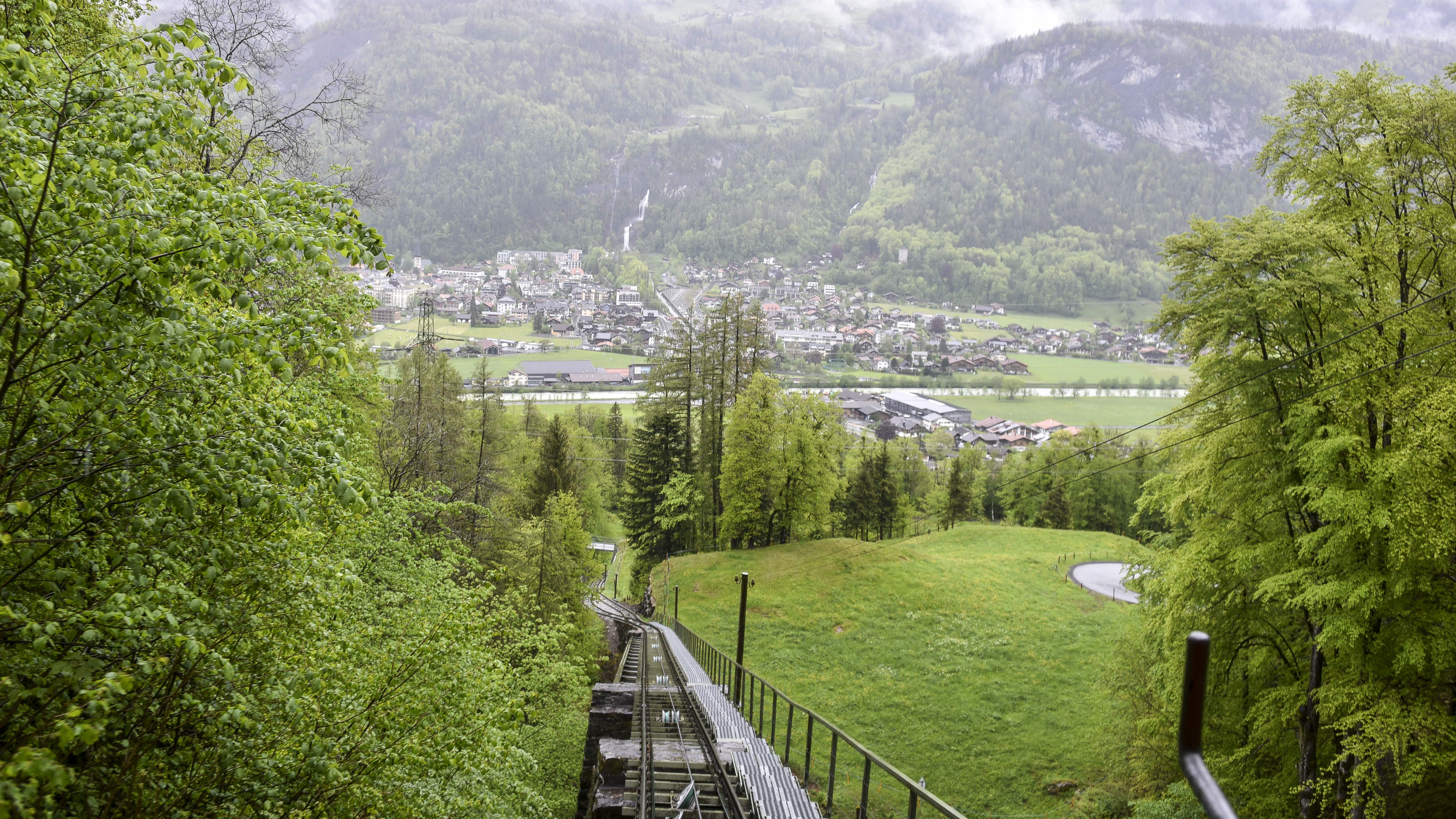
Gezicht op Meiringen